# Nicola Conforto
Nicola Conforto (také Niccolò, Nicolò, Nicola, Nicolás a příjmení Conforti) 25. září 1718 Neapol – 17. března 1793 Aranjuez) byl italský hudební skladatel.

## Život
Narodil se 25. září v Neapoli. Hudbu studoval ve svém rodném městě na konzervatoři Conservatorio di Santa Maria di Loreto. Jeho učiteli byli Giovanni Fischietti a Francesco Mancini.
Debutoval v roce 1746 v divadle Teatro de' Fiorentini operou La finta vedova. V následujících letech se jeho díla hrála v Neapoli i v Římě. V roce 1749 se oženil se zpěvačkou Zefferinou Anselmi, se kterou měl dva syny. V roce 1750 byla jeho dramatická opera Antigono vybrána pro uvedení v divadle Teatro San Carlo. V roce 1751 napsal kantátu Gli orti esperidi na počest císařovny Marie Terezie.
Na oslavu svátku španělského krále Ferdinanda VI. nastudoval v Madridu 30. května 1752 drama Siroe a v roce 1754, na oslavu narozenin neapolského krále Karla III., operu L'eroe cinese. Tato dvě díla získala v Madridu uznání, takže v roce 1756 byl jmenován dvorním skladatelem. Později obdržel i titul dvorního kapelníka.
Zemřel 17. března 1793 v Aranjuez (podle některých pramenů v Madridu).

## Dílo

### Opere
- La finta vedova (komedie, libreto Pietro Trinchera, 1746, Neapol)
- La finta tartara (farsa, libreto A. Valle, 1747, Roma)
- L'amore costante (tragikomedie, libreto Carlo de Palma, 1747, Neapol)
- Antigono (drama, libreto Pietro Metastasio, 1750, Neapol)
- Le cinesi (drama, libreto Pietro Metastasio, 1750, Milán)
- Gli ingenni per amore (komedie, 1752, Neapol)
- Siroe (drama, libreto Pietro Metastasio, 1752, Madrid)
- La cantarina (intermezzo, libreto Domenico Macchia, 1753, Madrid)
- La commediante (komedie, libreto Antonio Palomba, 1754, Neapol)
- Ezio (drama, libreto Pietro Metastasio, 1754, Reggio Emilia)
- L'eroe cinese (drama, libreto Pietro Metastasio, 1754, Madrid)
- Adriano in Siria (drama, libreto Pietro Metastasio, 1754, Teatro San Carlo di Neapol)
- La finta contessina (opera buffa, 1754, Neapol)
- Las modas (serenata, 1754, Aranjuez)
- Livia Claudia vestale (drama, libreto Anastasio Guidi, 1755, Řím)
- La ninfa smarrita (drama, libreto Giuseppe Bonecchi, 1756, Aranjuez)
- Nitteti (drama, libreto Pietro Metastasio, 1756, Madrid)
- La forza del genio o sia Il pastor guerriero (komedie, libreto Giuseppe Bonecchi, 1758, Aranjuez)
- L'Endimione (serenata, libreto Pietro Metastasio, 1763, Madrid)
- Alcide al bivio (dramma, libreto Pietro Metastasio, 1765, Madrid)
- La pace fra le tre dee
- Il sogno di Scipione (serenata)

### Chrámová hudba
- 9 Lamentazioni per la Settimana Santa per soprano e orchestra (1766)
- Misere per 3 cori, viola, flauto, oboe e fagotto (1768)
- Mottetto per soprano e strumenti

### Jiná vokální hudba
- Gli orti esperidi (kantáta, text Pietro Metastasio, 1751, Neapol)
- Il nido degli amori (kantáta)
- La Pesca (duet, text Giuseppe Bonecchi, 1756, Madrid)
- La danza: Nice e Tirsi (duet, text Pietro Metastasio, 1756)
- Cara mi lasci oh Dio (duet)
- Dalších cca 66 duetů a kantát.

### Instrumentální hudba
- Sinfonia in re maggiore per archi e basso continuo
- Sinfonia in sol maggiore per archi
- Toccata per clavicembalo